# История на съвременна Гърция
Историята на съвременна Гърция обхваща годините от признаването на независимостта ѝ от Османската империя  от Великите сили – Великобритания, Франция и Русия през 1828 г. до наши дни.
Тя е пропита от три основни въпроса – въпросът за континюитета на националната история; националния въпрос около мегали идеята и изграждането на съвременната национална идентичност, в това число решаване на гръцкия езиков спор.
През 30-те години на XIX век в новосъздаденото кралство Гърция до линията Арта - Волос, според първите изчисления на новите гръцки националисти, живеят около 0,8 млн. от общо 5 милиона гърци в рамките на бившата Османска империя. Ето защо, гръцкият иредентизъм обсебва целокупната гръцка политика в посока еносис – до известната малоазийска катастрофа.
През XX век Гърция е основно заета с решаване на вътрешнополитически проблеми, наследени от предходния XIX век и породени от разбиването на гръцкия национален идеал във втората гръцко-турска война.

## Предистория
Византийската империя управлява по-голямата част от гръкоговорящия свят от Късната античност, но в резултат на нашествията на араби и селджуци преживява упадък. Отслабена е фатално от кръстоносците на Четвъртия кръстоносен поход, които превземат Константинопол през 1204 г. Последвалото създаване на католически латински държави (известно като франкократия) и борбите на православните византийците срещу тях пораждат отделна гръцка национална идентичност. Византийската империя е възстановена от династията Палеолози през 1261 г., но не достига предишното си величие. Постоянните граждански войни и атаки на границите завършват с нейния окончателен разпад през XIV век. В резултат на това по-голямата част от територията постепенно е завоювана от Османската империя в края на XIV и началото на XV век, като кулминацията е падането на Константинопол през 1453 г., завладяването на Атинското херцогство през 1458 г. и на Пелопонеското деспотство през 1460.
По време на османското владичество османската власт до голяма степен отсъства в планинската вътрешност на континентална Гърция и мнозина бягат там, често ставайки разбойници. Само островите в Егейско море и няколко крайбрежни крепости на континента, под венецианско и генуезко управление, остават свободни от османците, но към средата на XVI век те завладяват и болшинството от тях. Остров Родос пада през 1522 г., остров Кипър през 1571 г., но венецианците запазват Крит до 1670 г. Йонийските острови са управлявани от османците само за кратко (Кефалония от 1479 до 1481 г. и от 1485 до 1500 г.) и остават основно под управлението на Венецианската република.
Първото широкомащабно въстание срещу османската власт е Морейското въстание от началото на 1770 г., потушено брутално. Същевременно започва новогръцкото просвещение, тъй като гърците, които са учили в Западна Европа, донасят знания и идеи обратно в родината си, а гръцките търговци и корабособственици увеличават своето богатство. В резултат на това, особено след Френската революция, из гръцките земи започват да се разпространяват либерални и националистически идеи.

## Война за независимост
През 1821 г. гърците въстават срещу Османската империя. На 21 февруари 1821 въстанието избухва отначало в Дунавските княжества, но скоро е потушено. Това дава тласък за действие на гърците в Пелопонес и на 17 март 1821 маниотите грабват оръжията, а на 25 март митрополитът на Патра освещава бунта. През септември 1821 г. въстаници, предвождани от Теодорос Колокотронис, превземат Триполица. Избухват бунтове на Крит, в Македония и Централна Гърция, но са потушени. Гръцката флота в Егейско море постига успехи срещу османската и пречи да пристигнат османски подкрепления по море. Първоначалните успехи са последвани от вътрешни борби, прераснали в гражданска война, което почти довежда въстанието до провал. Султанът търси помощ от Мохамед Али паша от Египет, който изпраща към Пелопонес сина си Ибрахим паша начело на голяма армия. През февруари 1825 египтяните пристигат и овладяват Пелопонес към края на годината.
Въпреки това, борбата на гръцките бунтовници продължава и принуждава Великите сили (Великобритания, Русия и Франция) да признаят претенциите им за отделна държавност (Лондонски договор 1827 г.) и да се намесят срещу османците в битката при Наварино. През 1827 г. Третото национално събрание на гръцките въстаници избира Йоанис Каподистрияс, бивш външен министър на Русия, да поеме управлението на новосъздадената държава  (Първа гръцка република, на гръцки: Α΄ Ελληνική Δημοκρατία). Неговото управление е противоречиво и срещу него се настройват както едрите земевладелци, така и интелигенцията. През 1829 г. завършва руско-турската война и според подписания Одрински мирен договор Гърция, Сърбия и Дунавските княжества – Влахия и Молдова, получават автономия под османски сюзеренитет и руска закрила. Основани са първите гръцки политически партии – русофилска, англофилска, франкофилска. Като водач на русофилите се представя популярният Теодорос Колокотронис. В този лагер е и самият президент Каподистриас. Англофилската партия обединява богатата част на гръцкото общество начело с Александрос Маврокордатос. Нейни привърженици са много интелектуалци и способни администратори. Тя е малка, но сплотена партия, противник на режима. Между двата полюса (русофили – англофили) е френската партия начело с Йоанис Колетис. Тя е по-многобройна от английската и също се противопоставя на авторитарното управление на президента Каподистрияс.
През 1831 г. срещу Каподистрияс е извършен атентат и той е убит. Поради настъпилата взривоопасна обстановка през 1832 г. Великите сили свикват Лондонската конференция и налагат като форма на управление на Гърция абсолютна монархия. За крал е избран баварският принц Ото. През май 1832 г. Високата порта признава независимостта на кралството. с Константинополския договор.

## Кралство Гърция

### Управление на крал Ото, 1833 – 1863
Управлението на Ото се оказва проблемно, но той успява да се задържи на власт 30 години. През ранните години на неговото управление група баварски регенти управляват от негово име и са много непопулярни, защото се опитват да наложат германските идеи за твърдо йерархично управление, като същевременно не допускат гърци до най-важните държавни служби. Те полагат основите на гръцката администрация, армия, съдебна система и образователна система. Ото е искрен в желанието си да даде на Гърция добро управление, но страда от два големи недостатъка: римокатолическата си вяра и бездетния си брак с кралица Амалия. Това означава, че той не може да бъде коронясан като крал на Гърция по православен обред, нито да създаде династия.
Ото навършва пълнолетие през 1835 г. и поема управлението, но баварците остават начело на правителството до 1837 г. След това Ото назначава гръцки министри, въпреки че баварските служители все още ръководят голяма част от армията. По това време Гърция все още няма законодателна власт и конституция. Недоволството от продължаващата „баварократия“ и финансовата криза нараства до избухването на въстание от 3 септември 1843 година в Атина. Ото склонява да приеме конституция и свиква Национално събрание, което се събира през ноември и работи до май 1844 г. С приетата конституция се създава двукамарен парламент, състоящ се от Асамблея (Vouli) и Сенат (Герусия). Изпълнителната власт принадлежи на краля и се упражнява от назначени от него министри, а съдебната власт се упражнява от назначени от краля несменяеми съдии. Конституцията дава много широки права на краля, поради което борбата за ограничаването им продължава.
Гръцката политика през XIX век е доминирана от „националния въпрос“. По-голямата част от гърците продължават да живеят в Османската империя и свободните гърци мечтаят да освободят всички и държавата да обхване всички земи с гърци, със столица Константинопол. Тази Мегали идея (Велика идея) се поддържа с почти непрекъснати бунтове срещу османското владичество в териториите, населени с гърци, особено Крит, Тесалия и Македония.
Когато избухва Кримската война през 1854 г., Гърция вижда възможност да осъществи тези идеи и се надява на значителна подкрепа от страна на Русия като православна нация (с участието на руската дипломация през 1850 г. Цариградската патриаршия е признала самостоятелността на гръцката православна църква). Руското правителство обаче решава, че е твърде опасно да помогне на Гърция да разшири територията си. Когато руснаците атакуват османците, Гърция нахлува в Тесалия и Епир. За да блокират по-нататъшни гръцки ходове, британците и французите пращат кораби да блокират главното гръцко пристанище Пирея, за да заставят Гърция да запази неутралитет. Блокадата трае от април 1854 г. до февруари 1857 г. Гърците, залагайки на руска победа, подстрекават широкомащабното Епирско въстание от 1854 г., както и въстания в Крит. Бунтовете обаче се провалят и Гърция не печели нищо след края на Кримската война, която Русия губи. Въпреки че не постига външнополитическите си цели, през 1856 г. Гърция подписва договор за търговия и мореплаване с османците, с който получава възможност за стопанско проникване в империята: те могат да търгуват свободно и се ползват с правата на най-облагодетелствана нация. Имат право да изпратят свои консули в Османската империя навсякъде, където имат интереси. Това създава условия за укрепване на гръцката буржоазия и за мирно гръцки проникване в империята.
Новото поколение гръцки политици става все по-недоволно от продължаващата намеса на крал Ото в управлението. През 1862 г. кралят освобождава своя министър-председател, бившия адмирал Константинос Канарис, най-видният политик от периода. Това провокира военен бунт, принуждавайки Ото да приеме неизбежното и да напусне страната на борда на британски военен кораб.
След това гърците молят Великобритания да изпрати сина на кралица Виктория принц Алфред като техен нов крал, но другите сили налагат вето. Крал става младият датски принц Вилхелм Датски като крал Георгиос I. Той е много популярен като конституционен монарх и се съгласява синовете му да приемат гръцката православна вяра. Като награда на гърците за приемането на пробритански крал, Великобритания отстъпва Йонийските острови и те са присъединени към Гърция.

### Управление на крал Георгиос I, 1864 – 1913
По настояване на Великобритания и краля Гърция приема много по-демократичната гръцка конституция от 1864 г. Правомощията на краля са намалени, Сенатът е премахнат и избирателните права са разширени до всички възрастни мъже. На изборите се възприема гласуване, при което урната за всеки кандидат е разделена на части с „да“ и „не“, в които гласоподавателите пускат оловни перли. Въпреки това гръцката политика остава силно династична. Като министър-председатели многократно служат представители на фамилиите Заимис, Ралис и Трикупис.
Въпреки че партиите са съсредоточени около отделните лидери, често носещи техните имена, съществуват две широки политически тенденции: либералите, водени първо от Харилаос Трикупис и по-късно от Елефтериос Венизелос, и консерваторите, водени първоначално от Теодорос Делигианис и по-късно от Трасивулос Заимис. Трикупис и Делигианис доминират гръцката политика в края на XIX век, като се редуват. Трикупис подкрепя сътрудничеството с Великобритания във външните работи, създаването на инфраструктура и местна индустрия, повишаването на защитните мита и прогресивното социално законодателство, докато по-популисткият Делигианис приема насърчаването на гръцкия национализъм и Мегали идеята.
Гърция остава много бедна страна през целия XIX век. Страната няма суровини, инфраструктура и капитал. Селското стопанство е предимно на жизнения минимум, а единствените важни експортни стоки са касисът, стафидите и тютюнът. Някои гърци забогатяват като търговци и корабособственици и Пирея се превръща в голямо пристанище, но гръцкото селячество си остава бедно, а Гърция безнадеждно задлъжнява към лондонските финансови къщи.
Към 1890 г. Гърция е на практика фалирала. Бедността е широко разпространена в селските райони и на островите и подтиква широкомащабна емиграция в Съединените щати. В селските райони няма образование. Въпреки това има напредък в изграждането на комуникации и инфраструктура и в Атина са издигнати хубави обществени сгради. Столицата организира възраждането на Олимпийските игри през 1896 г., което се оказа голям успех.
По време на управлението на Георгиос I парламентарният процес се развива значително. Кралският прерогатив при избора на министър-председател първоначално води до правителствена нестабилност, но през 1875 г. реформаторът Харилаос Трикупис въвежда принципа на парламентарно доверие. Клиентелизмът и честите избори обаче остават нещо нормално и осуетяват развитието на страната.
Корупцията и увеличените разходи на Трикупис (за създаване на необходимата инфраструктура като Коринтския канал) претоварват без това слабата гръцка икономика. Това налага обявяването на държавен банкрут през 1893 г. и налагането на орган за международен финансов контрол, за да може страната да изплати дълговете си.
Друг политически въпрос в Гърция през XIX век е въпросът за гръцкия език. Гръцкият народ говори простонародната форма димотика. Много от образованите гърци го смятат за селски диалект и се стремят да възстановят славата на старогръцкия. Впоследствие правителствените документи и вестници се публикуват на катаревуса (пречистена форма на гръцкия), която малко от обикновените гърци могат да четат. Либералите подкрепят признаването на димотика за национален език, но консерваторите и православната църква се съпротивляват дотакава степен, че когато Новият завет е преведен на димотика през 1901 г., в Атина избухват бунтове и правителството пада (Евангелиака). Този въпрос продължава да измъчва гръцката политика до 70-те години на XX век.
Всички гърци обаче са единни в решимостта си да освободят гръкоговорящите провинции на Османската империя. Критското въстание (1866 – 1869) допринася за националистическия устрем. Когато избухва Руско-турската война (1877 – 1878), гръцкият народ е на страната на Русия, но Гърция като държава е твърде бедна и твърде подчинена на британското влияние, за да встъпи официално във войната. Въпреки това през 1881 г. Тесалия и малки части от Епир са отстъпени на Гърция като част от Берлинския договор.
Гърците в Крит продължават редовно да се бунтуват и през 1897 г. гръцкото правителство под ръководството на Теодорос Делигианис, подчинявайки се на народния натиск, обявява война на османците. В последвалата гръцко-турска война от 1897 г. зле обучената и оборудвана гръцка армия е победена. Чрез намесата на Великите сили обаче Гърция губи само малко територия по границата с Турция, докато Крит е учреден като автономна държава под управлението на гръцкия принц Георгиос като Критска държава.
Националистическите настроения сред гърците в Османската империя продължават да растат и до 1890 г. в Македония има постоянни сътресения. Тук гърците се състезават не само с османците, но и с българите, във въоръжена пропагандна борба за сърцата и умовете на етнически смесеното местно население, т. нар. „Македонска борба“.
През юли 1908 г. в Османската империя избухва Младотурската революция. Възползвайки се от османските вътрешни сътресения, Австро-Унгария анексира Босна и Херцеговина, а България обявява своята независимост от Османската империя. На Крит местното население, водено от младия политик Елефтериос Венизелос, обявява Еносис, съюз с Гърция, провокирайки нова криза. Фактът, че гръцкото правителство, ръководено от Димитриос Ралис, се оказва неспособно да се възползва по същия начин от ситуацията и да привлече Крит, разгневява много гърци, особено младите военни офицери. Те сформират тайно общество, „Преврат от Гуди“, с цел да търсят правителствени реформи.
Последвалият преврат от Гуди на 15 август 1909 г. бележи вододел в съвременната гръцка история: тъй като военните заговорници нямат опит в политиката, те канят Венизелос, който има безупречна репутация на либерал, да дойде в Гърция като техен политически съветник. Венизелос бързо се утвърждава като мощна политическа фигура и неговите съюзници печелят изборите през август 1910 г. Венизелос става министър-председател през октомври 1910 г., поставяйки началото на период от 25 години, в който неговата личност доминира гръцката политика.
Венизелос инициира мащабна програма за реформи, включваща нова и по-либерална конституция и реформи в сферата на публичната администрация, образованието и икономиката. Поканени са френски и британски военни мисии съответно за армията и флота и е закупено оръжие. Междувременно слабостите на Османската империя се разкриват от продължаващата итало-турска война в Либия.

### Балкански войни
През пролетта на 1912 г. серия от двустранни споразумения между християнските балкански държави (Гърция, България, Черна гора и Сърбия) формира Балканския съюз, който през октомври 1912 г. обявява война на Османската империя. В Първата балканска война османците са победени на всички фронтове и четиримата съюзници се втурват да заграбят колкото се може повече територия. Гърците окупират Солун точно преди българите, а също така превземат голяма част от Епир с Янина, както и Крит и Егейските острови.
Лондонският мирен договор (1913 г.) слага край на войната, но никой не е доволен и скоро четиримата съюзници се скарват за подялбата на Македония. През юни 1913 г. България напада Гърция и Сърбия, с което започва Втората балканска война, но е отблъсната. Букурещкият договор (1913 г.), който слага край на Втората балканска война, оставя на Гърция Южен Епир, южната половина на Македония (известна като Гръцка Македония), Крит и островите в Егейско море, с изключение на Додеканезите, които са окупирани от Италия от 1911 г. Тези придобивки почти удвояват площта и населението на Гърция.
През март 1913 г. анархистът Александрос Схинас убива крал Георги в Солун и синът му идва на трона като Константинос I. Той е първият гръцки крал, роден в Гърция, и първият с православно вероизповедание по рождение. Самото му име е избрано в духа на романтичния гръцки национализъм (Мегали идеята) и напомня за византийските императори с това име. Освен това, като главнокомандващ на гръцката армия по време на Балканските войни, популярността му е огромна, съперничеща само с тази на Венизелос, неговият министър-председател.

## Първата световна война и последвалите кризи, 1914 – 1922 г
Когато избухва Първата световна война през 1914 г., кралят и Венизелос предпочитат да запазят неутралитет, въпреки съюзническия договор на Гърция със Сърбия, която е нападната от Австро-Унгария в началото на конфликта. Но когато съюзниците искат гръцка помощ в Галиполската операция през 1915 г., предлагайки в замяна Кипър, стават очевидни техните различни възгледи: Константинос е образован в Германия, женен е за сестрата на кайзер Вилхелм София и е убеден в победата на Централните сили. Венизелос, от друга страна, е пламенен англофил и вярва в победата на съюзниците от Антантата.
Гърция не може да се противопостави на могъщата британска флота и се позовава на необходимостта от почивка след две войни. Крал Константинос предпочита неутралитетът да продължи, докато Венизелос активно търси влизане във войната на страната на Антантата (вж. Национален разкол). Венизелос подава оставка, но през 1915 г. печели гръцките избори и отново формира правителство. Когато България влиза във войната като германски съюзник през октомври 1915 г., Венизелос кани съюзнически сили в Гърция (Солунския фронт), за което отново е уволнен от Константинос.
През август 1916 г., след няколко инцидента, при които и двете воюващи страни се установяват на все още теоретично неутралната гръцка територия, венизелистки офицери се надигат в контролирания от Съюзниците Солун и Венизелос установява там сепаративно правителство, известно като Временно правителство на националната отбрана. Константинос управлява само територията на Гърция отпреди Балканските войни („Стара Гърция“) и съюзниците многократно го подлагат на унижения. През ноември 1916 г. французите окупират Пирея, бомбардират Атина и принуждават гръцкия флот да се предаде. Роялистките войски стрелят по тях, което води до битка между френски и гръцки роялистки войски. Избухват и бунтове срещу привържениците на Венизелос в Атина (Ноемвриана).
След Февруарската революция в Русия през 1917 г. подкрепата на руския цар за неговия братовчед Константинос прекъсва и през юни 1917 г. кралят е принуден да напусне страната, без всъщност да абдикира. Вторият му син Александрос I става крал, докато останалото кралско семейство и най-видните роялисти заминават в изгнание. Венизелос повежда уж обединена Гърция във войната на страната на съюзниците. Обаче под повърхността разделението на гръцкото общество на венизелисти и антивенизелисти, националният разкол или (национална схизма) се засилва все повече.

### Гръцко-турска война (1919 – 1922)
С края на Първата световна война през ноември 1918 г. умиращата Османска империя предстои да бъде разделена между победителите и Гърция очаква съюзниците да изпълнят обещанията си. В голяма степен с дипломатическите усилия на Венизелос Гърция си осигурява Западна Тракия чрез Ньойския договор от ноември 1919 г. и Източна Тракия и зона около Смирна в западен Анадол (вече под гръцка администрация от май 1919 г.) чрез Севърския договор от август 1920 г. Бъдещето на Константинопол все още не е решено. Същевременно в Турция се надига турското национално движение, предвождано от Мустафа Кемал (по-късно Ататюрк), който създава отделно правителство в Анкара и встъпва в битка с гръцката армия.
В този момент изпълнението на Мегали идеята изглежда близо. И все пак разривът в гръцкото общество е толкова дълбок, че при завръщането на Венизелос в Гърция двама бивши офицери роялисти правят опит за убийството му. Още по-изненадващо, Либералната партия на Венизелос губи парламентарните избори през ноември 1920 г., а след внезапната смърт на крал Александър гръцкият народ гласува на плебисцит от 1920 г. за връщането на крал Константинос от изгнание.
Обединената опозиция води кампания срещу войната в Анадола, но постига обратен ефект. Роялистката реставрация има ужасни последици: много ветерани венизелистки офицери са уволнени или напускат армията, докато Италия и Франция намират завръщането на Константинос за претекст да пренасочат подкрепата си към Мустафа Кемал. Накрая, през август 1922 г., турската армия пробива гръцкия фронт и превзема Смирна в операция, довела до катастрофалния Голям пожар на Смирна. Гърция губи войната през есента на 1922 г. и последиците са т.нар. малоазийска катастрофа.
В съответствие с условията на Договора от Лозана (1923 г.) гръцката армия напуска не само Мала Азия, но и Източна Тракия и островите Имброс и Тенедос. Договорен е обмен на население между Гърция и Турция, като се изселват над 1,5 милиона християни и почти половин милион мюсюлмани. Войната бележи края на Мегали идеята и като последица Гърция е деморализирана, финансово изтощена и принудена да приюти и изхрани огромен брой гръцки бежанци.

## Република и монархия (1922 – 1940)
Катастрофата задълбочава политическата криза, като завръщащата се армия се надига под командването на венизелистки офицери и принуждава крал Константинос да абдикира отново през септември 1922 г. в полза на първородния си син, Георгиос II . „Революционният комитет“, оглавяван от полковниците Стилианос Гонатас (бъдещ министър-председател) и Николаос Пластирас, участва в преследвания на роялистите, кулминирали в „Процеса на шестимата“.
Изборите в Гърция през 1923 г. се провеждат за сформиране на Народно събрание с правомощия да изготви нова конституция. След неуспешен опит за преврат на роялистите монархическите партии се въздържат, което води до убедителна победа за либералите и техните съюзници. Крал Георгиос II е помолен да напусне страната и на 25 март 1924 г. Александрос Папанастасиу провъзгласява Втората гръцка република, ратифицирана месец по-късно с плебисцит.
Новата република обаче е изградена върху нестабилни основи. Националната схизма продължава, тъй като монархистите, с изключение на Йоанис Метаксас, не признават републиканския режим на венизелистите. Армията, която има власт и осигурява поддръжници и на двете страни, се превръща във фактор, склонен да се намесва в политиката, с който трябва да се съобразяват.
Гърция е дипломатически изолирана и уязвима, както показва инцидентът на Корфу от 1923 г., а икономиката на държавата е разбита след десетилетие на войни и внезапното увеличение на населението на страната с една четвърт. Бежанците обаче придават и нов облик на Гърция. Сега обеднели, преди 1922 г. много от тях са били добре образовани и предприемчиви. Убедени поддръжници на Венизелос и републиката, мнозина ще се радикализират и ще играят водеща роля в зараждащата се Комунистическа партия на Гърция.
През юни 1925 г. генерал Теодорос Пангалос прави преврат и управлява като диктатор в продължение на една година, докато контрапревратът на друг генерал, Георгиос Кондилис, не го сваля от власт и възстановява Републиката. Междувременно Пангалос успява да въвлече Гърция в краткотрайна война с България, ускорена от инцидента при Петрич, и прави неприемливи отстъпки на Югославия в Солун и хинтерланда в опит да спечели нейната подкрепа за своята реваншистка политика срещу Турция.
През 1928 г. Венизелос се завръща от изгнание. След убедителна победа на гръцките избори през 1928 г. той сформира правителство. Това е единственият кабинет на Втората република, който изпълнява пълния си четиригодишен мандат и оставя след себе си значителни резултати. Наред с вътрешните реформи, Венизелос възстановява развалените международни отношения на Гърция, като дори инициира гръцко-турско помирение с посещение в Анкара и подписва Споразумение за приятелство през 1930 г.
Голямата депресия удря силно Гърция, която е силно зависима от селскостопанския износ. Положението се влошава от прекратяването на емиграцията към САЩ, традиционен изход за селската беднота. Настъпва висока безработица и социални вълнения, Комунистическата партия печели привърженици. Венизелос обявява национален фалит през 1932 г. и същата година губи изборите. Следващото правителство е монархистка коалиция начело с Панагис Цалдарис от Народната партия.
През 1933 и 1935 г. се извършени два неуспешни венизелистки военни преврата в опит да се запази републиката, но те имат обратен ефект. На 10 октомври 1935 г., няколко месеца след като потушава опит за държавен преврат, Георгиос Кондилис, бивш верен венизелист, суспендира републиката с нов преврат и възстановява монархията. Манипулираният плебисцит от 1935 г. потвърждава смяната на режима (с 97,88% от гласовете) и крал Георгиос II се завръща.
Кралят незабавно уволнява Кондилис и назначава професор Константинос Демерцис за временен министър-председател. Междувременно Венизелос, в изгнание, настоява за прекратяване на конфликта за монархията с оглед на заплахата за Гърция от възхода на фашистка Италия. Неговите наследници като лидери на либералите Темистоклис Софулис и Георгиос Папандреу се съгласяват и възстановяването на монархията е прието. Гръцките избори от 1936 г. произвеждат парламент без мнозинство, като комунистите играят ролята на балансьор. Тъй като не може да бъде съставено правителство, Демерцис продължава да управлява. В същото време настъпват поредица от смъртни случаи: Кондилис почива през февруари, Венизелос през март, Демерцис през април и Цалдарис през май. Пътят е свободен за Йоанис Метаксас, който наследява Демерцис като временен министър-председател.
Метаксас, пенсиониран генерал-роялист, вярва, че е необходим авторитарен режим за предотвратяване на социалните конфликти и потушаване на нарастващото влияние на комунистите. На 4 август 1936 г., с подкрепата на краля, той суспендира парламента и установява т.нар. „режим на 4 август“. Комунистите и либералните лидери преминават във вътрешно изгнание. Вземайки за модел фашистка Италия на Бенито Мусолини режимът на Метаксас популяризира концепции като „Третата елинска цивилизация“, римския поздрав, Национална организация на младежта и въвежда такива мерки за спечелване на обществената подкрепа, като Гръцкия институт за социално осигуряване (IKA).
Въпреки тези усилия режимът няма широка народна основа или масово движение, което да го подкрепя. Гръцкият народ като цяло не му се противопоставя активно. Метаксас подобрява отбраната на страната в подготовка за предстоящата европейска война, изграждайки, наред с други отбранителни мерки, „линията Метаксас“. Въпреки имитирането на фашизма и силните икономически връзки с възраждащата се нацистка Германия, Метаксас следва политика на неутралитет, предвид традиционно силните връзки на Гърция с Великобритания, подсилени от личната англофилия на крал Георгиос II. През април 1939 г. внезапно изниква заплаха, когато Италия анексира Албания, след което Великобритания публично гарантира границите на Гърция. Така, когато през септември 1939 г. избухва Втората световна война, Гърция остава неутрална.

## Гърция по време на Втората световна война
Въпреки обявения неутралитет, Гърция става мишена за експанзионистичната политика на Мусолини. Сред провокациите срещу Гърция е потопяването на гръцкия крайцер Elli на 15 август 1940 г. Италианските войски пресичат границата на 28 октомври 1940 г., с което започва Гръцко-италианската война, но са спрени от решителна гръцка отбрана, която в крайна сметка ги връща обратно в Албания.
Метаксас умира внезапно през януари 1941 г. Смъртта му поражда надежди за либерализиране на режима и възстановяване на парламентарното управление, но крал Георгиос запазва режима. Междувременно Адолф Хитлер е принуден да отклони германските войски, за да спаси Мусолини от поражение, и напада Гърция през Югославия и България. Въпреки британската помощ, до края на май германците превземат по-голямата част от страната. Кралят и правителството бягат на Крит, където остават до края на битката за Крит. След това се прехвърлят в Египет, където е установено гръцко правителство в изгнание.
Гърция е разделена на германска, италианска и българска зони, а в Атина е установен марионетен режим. Членовете му са консерватори или националисти с фашистки уклон. Тримата министър-председатели колаборационисти са Георгиос Цолакоглу, генералът, който подписва примирие с Вермахта, Константинос Логотетопулос и Йоанис Ралис, който встъпва в длъжност, когато поражението на Германия е неизбежно и се насочва към борба с лявото движение на съпротивата. За тази цел той създава колаборационистките батальони за сигурност.
Гърция претърпява огромни лишения по време на Втората световна война, тъй като германците присвояват по-голямата част от селскостопанската продукция и пречат на дейността на риболовните ѝ флоти. В резултат на това и тъй като британската блокада първоначално възпрепятства чуждестранните усилия за помощ, се стига до Големия гръцки глад. Загиват стотици хиляди гърци, особено през зимата на 1941 – 1942 г. Драхмата претърпява една от петте най-тежки хиперинфлации в човешката история. Междувременно в планините на континентална Гърция възникват няколко гръцки съпротивителни движения и до средата на 1943 г. силите на Оста контролират само основните градове и свързващите ги пътища, докато в планините е създадена „Свободна Гърция“. . През септември 1943 г. след свалянето на Мусолини и решението на Италия да обяви война на Германия италианските окупационни зони на Гърция са превзети от германските войски.
Най-голямата съпротивителна група, Фронтът за национално освобождение (EAM), е контролиран от Комунистическата партия на Гърция. Същото важи и за Гръцката народна освободителна армия (ELAS), водена от Арис Велухиотис, и скоро избухва гражданска война между тях и некомунистически групи като Национален демократически гръцки съюз (EDES) в районите, освободени от германците. Правителството в изгнание в Кайро само от време на време установява връзка със съпротивителното движение и на практика няма никакво влияние в окупираната страна. Част от това се дължи на непопулярността на крал Георгиос II в самата Гърция, но въпреки усилията на гръцките политици, с британска подкрепа той остава начело на правителството в Кайро.
С наближаването на германското поражение различните гръцки политически фракции се събират в Ливан през май 1944 г. под британско покровителство и сформират правителство на националното единство под ръководството на Георгиос Папандреу, в което EAM е представен от шестима министри.

## Гражданска война (1946 – 1949)
Германските сили се оттеглят на 12 октомври 1944 г. и правителството в изгнание се завръща в Атина. След изтеглянето на Германия, партизанската армия EAM-ELAS на практика контролира по-голямата част от Гърция, но нейните лидери не са склонни да поемат контрола над страната, тъй като знаят, че Йосиф Сталин се е съгласил след войната Гърция да бъде в британската сфера на влияние. Напрежението между подкрепяния от Великобритания Папандреу и EAM, особено по въпроса за разоръжаването на различните въоръжени групировки, води до оставката на министрите му от правителството.
Няколко дни по-късно, на 3 декември 1944 г., широкомащабна про-EAM демонстрация в Атина завършва с насилие и поставя началото на интензивна битка от къща на къща с британските и монархическите сили (Декемвриана). След три седмици комунистите са победени: споразумението от Варкиза слага край на конфликта, ELAS слага оръжие и е сформирано нестабилно коалиционно правителство. Реакцията срещу EAM прераства в пълномащабен „бял терор“, което изостря напрежението.
Комунистите бойкотират изборите през март 1946 г. и същия ден отново избухват боеве. До края на 1946 г. е сформирана комунистическа Демократична армия на Гърция, противостояща на правителствената Национална армия, която е подкрепена първо от Великобритания, а след 1947 г. от САЩ.
Успехите на комунистите през 1947 – 1948 г. им позволяват да се движат свободно в голяма част от континентална Гърция, но Националната армия успява постепенно да си възвърне контрола над по-голямата част от провинцията с мащабна реорганизация, депортиране на селското население и американска материална подкрепа. През 1949 г. бунтовниците понасят тежък удар, тъй като Югославия затваря границите си след раздялата на маршал Йосип Броз Тито със Съветския съюз. Накрая, през август 1949 г. Националната армия под командването на маршал Александрос Папагос започва офанзива, която принуждава останалите бунтовници да се предадат или да избягат през северната граница на територията на Албания.
Гражданската война завършва през 1949 г. със 100 000 убити и причинява катастрофални икономически сътресения. В допълнение, най-малко 25 000 гърци и неопределен брой македонци доброволно или принудително емигрират в страните от Източния блок, докато 700 000 са разселени принудително в страната. Още много емигрират в Австралия и други западни страни.
Следвоенното споразумение слага край на териториалната експанзия на Гърция, започнала през 1832 г. Парижкият договор от 1947 г. изисква Италия да предаде Додеканезките острови на Гърция. Това са последните области с мнозинство гръцкоговорещо население, обединени с гръцката държава, с изключение на Кипър, който е британско владение преди да стане независим през 1960 г. Етническата хомогенност на Гърция нараства след следвоенното експулсиране на 25 000 албанци от Епир (виж Епирски въпрос). Единствените значителни останали малцинства са мюсюлманите в Западна Тракия (около 100 000) и малко славяноезично малцинство на север. Гръцките националисти продължават да претендират за Южна Албания (която те наричат Северен Епир) със значително гръцко население (то е около 3%-12% в цяла Албания), и държаните от Турция острови Имврос и Тенедос, където живеят по-малки гръцки малцинства.

## Следвоенна Гърция (1950 – 1973)
След гражданската война Гърция се стреми да се присъедини към западните демокрации и става член на НАТО през 1952 г.
От Гражданската война (1946 – 49), но още повече след това, партиите в парламента са разделени на три политически формации: дясно-център-ляво. Като се има предвид разделянето на страната през 40-те години, политическата им враждебност има тенденция да се превърне в конкурентни идеологически позиции.
В началото на 50-те години на миналия век силите на центъра (EPEK) успяват да вземат властта и под ръководството на остарелия генерал Н. Пластирас управляват около две години с поредица от правителства с ограничена маневреност и недостатъчно влияние. Те, както и следващите, са постоянно под американско покровителство. Поражението на EPEK на изборите през 1952 г. бележи края на общата му политическа позиция на политически консенсус и социално помирение и увеличава репресивните мерки срещу победените в Гражданската война.
Левицата, макар и остракизирана от политическия живот, намира начин да се изрази чрез учредяването на EDA (Обединена демократична левица) през 1951 г. Тя се оказва важен фактор, но бива постоянно изключена от центровете за вземане на решения. След разпускането на EPEK като автономна политическа партия, EDA разширява електоралното си влияние върху значителна част от лявоцентристката партия EAM.
В периода 1953 – 72 г. гръцката икономика се развива бързо с темп на икономически растеж средно 7% годишно (гръцко икономическо чудо). Една от основните характеристики на периода е присъединяването на страната през 1962 г. към Европейската икономическа общност, в опит за създаване на общ пазар.
Пик на икономическо развитие е регистриран предимно в производството, в текстилната, химическата и металургичната промишленост, чийто темп на растеж достига 11% през 1965 – 70 г. Друга голяма област с очевидни икономически и социални последици, е строителството. Политиката на αντιπαροχή (antiparochi, „размяна на имоти“), гръцко изобретение, което включва концесия на парцели за строеж на предприемачи в замяна на дял в получените многоетажни жилищни сгради, благоприятства създаването на прослойка от малки и средни строители, удовлетворява жилищните нужди и подобрява имотното състояние. Въпреки това, тази политика води до разрушаването на голяма част от традиционната и неокласическата архитектура от XIX век и превръща гръцките градове, особено Атина, в „безформен, безграничен и лишен от характер градски пейзаж“.

### Гръцка военна хунта от 1967 – 1974 г.
Страната изпада в продължителна политическа криза и за края на април 1967 г. са насрочени избори На 21 април 1967 г. обаче група десни военни, водени от полковник Георгиос Пападопулос, извършват държавен преврат, установяващ режима на полковниците. Гражданските свободи са прекратени, създадени са специални военни съдилища и политическите партии са разпуснати.
Няколко хиляди заподозрени комунисти и политически опоненти са хвърлени в затвора или заточени на отдалечени гръцки острови. Твърди се, че подкрепата на САЩ за хунтата е причината за нарастващия антиамериканизъм в Гърция по време на и след суровото управление на хунтата. Ранните години на хунтата се характеризират с подчертан подем в икономиката с увеличени чуждестранни инвестиции и мащабни инфраструктурни проекти. Хунтата е широко осъдена в чужбина, но вътре в страната недоволството започва да нараства едва след 1970 г., когато икономиката се забавя.
Дори въоръжените сили, основата на този режим, не са съвсем сигурни: през май 1973 г. е планиран преврат от гръцкия флот, който е потушен на косъм, но предизвиква бунт на кораба Velos, чиито офицери търсят политическо убежище в Италия. В отговор лидерът на хунтата Пападопулос се опитва да насочи режима към „контролирана демократизация“, като премахва монархията и се самообявява за президент на републиката.
На 25 ноември 1973 г., след кървавото потушаване на въстанието в Атинската политехника от 17 ноември, хардлайнерът бригаден генерал Димитриос Йоанидис сваля Пападопулос и се опитва да продължи диктатурата въпреки народните вълнения, предизвикани от въстанието. Опитът му през юли 1974 г. да свали архиепископ Макариос, президент на Кипър, довежда Гърция до ръба на война с Турция, когато Турция нахлува в Кипър и окупира част от острова. През 1974 г. Гърция напуска НАТО в знак на несъгласие с турското нашествие. Тогава висши гръцки военни офицери оттеглят подкрепата си за хунтата и тя рухва.

## Възстановяване на демокрацията (1974) и Трета гръцка република
След падането на хунтата Константин Караманлис се завръща от изгнание във Франция, за да създаде правителство на националното единство до провеждането на избори. Караманлис работи за намаляване на риска от война с Турция и също така легализира Комунистическата партия, която е нелегална от 1947 г. Неговата новосъздадена партия Нова демокрация (НД) печели изборите, проведени през ноември 1974 г. с голяма преднина и той става министър-председател.
През 1974 г. е проведен референдум и монархията е премахната. Новата републиканска конституция е одобрена от парламента на 19 юни 1975 г. Парламентът избира Константинос Цацос за президент на републиката. На парламентарните избори през 1977 г. НД отново печели мнозинство от местата в парламента. През май 1980 г. министър-председателят Караманлис е избран да наследи Цацос като президент, а Георгиос Ралис наследява Караманлис като министър-председател. През 1980 г. Гърция е приета отново в НАТО.
На 1 януари 1981 г. Гърция става десетият член на Европейската общност (днес Европейски съюз). На парламентарните избори, проведени на 18 октомври 1981 г., Гърция избира първото си социалистическо правителство, когато Общогръцкото социалистическо движение (ПАСОК), водено от Андреас Папандреу, печели 172 от 300 депутатски места. На 29 март 1985 г., след като министър-председателят Папандреу отказва да подкрепи президента Караманлис за втори мандат, за президент е избран съдията от Върховния съд Христос Сарцетакис.
През 1989 г. Гърция провежда на два пъти парламентарни избори; създадени са слаби коалиционни правителства с ограничени мандати. Партийните лидери оттеглят подкрепата си през февруари 1990 г. и на 8 април са проведени нови избори. НД, водена от Константин Мицотакис, печели 150 места на тези избори и впоследствие печели още две. Въпреки това, раздялата между Мицотакис и първия му външен министър Андонис Самарас през 1992 г. води до уволнението на Самарас и в крайна сметка до крах на правителството на НД. След нови избори през септември 1993 г. Папандреу се връща на власт.
На 17 януари 1996 г., след продължително боледуване, Папандреу подава оставка и за министър-председател е избран бившият министър на търговията и промишлеността Костас Симитис. В рамките на дни той трябва да се справи с голяма гръцко-турска криза около островите Имия/Кардак. Впоследствие Симитис е преизбран през 1996 г. и 2000 г. През 2004 г. Симитис се пенсионира и Георгиос Папандреу го наследява като лидер на ПАСОК.
На изборите през март 2004 г. ПАСОК е победен от НД, водена от Костас Караманлис, племенник на бившия президент. Правителството свиква предсрочни избори през септември 2007 г. (редовните е трябвало да се проведат през март 2008 г.) и НД отново получава мнозинство в парламента. В резултат на това поражение ПАСОК предприема партийни избори за нов лидер, в които Георгиос Папандреу е преизбран за ръководител на социалистическата партия в Гърция. На изборите през 2009 г. ПАСОК получава мнозинство в парламента и Георгиос Папандреу става министър-председател на Гърция. След като ПАСОК загубва мнозинството си в парламента, НД и ПАСОК се присъединяват към по-малката партия Народен православен сбор в голяма коалиция, обещавайки своята парламентарна подкрепа за правителство на националното единство, оглавявано от бившия вицепрезидент на Европейската централна банка Лукас Пападимос.

## Икономическата криза от 2009 г.

### Криза на държавния дълг (2009 – 2018 г.)
От края на 2009 г. сред инвеститорите се развиват страхове от държавен банкрут поради неспособността на Гърция да изплати дълговите си задължения след силното увеличение на държавния дълг. Това предизвиква криза на доверието, която личи от разширяването на спредовете на доходността на облигациите и застраховката на риска при суапове за кредитно неизпълнение в сравнение с други страни, най-вече Германия. Понижаването на облигациите на гръцкия държавен дълг до нежелани облигации предизвиква тревога на финансовите пазари.
На 2 май 2010 г. страните от Еврозоната и Международният валутен фонд се договарят да отпуснат 110 милиарда евро заем на Гърция, но при условие, че се прилагат сурови мерки за икономии. През октомври 2011 г. лидерите на Еврозоната се споразумяват и за отписване на 50% от гръцкия дълг към частните кредитори, увеличаване на Европейския фонд за финансова стабилност до около 1 трилион евро и изискване от европейските банки да постигнат 9% капитализация, за да намалят риска от „финансово заразяване“ на други страни. Тези мерки за икономии се оказват изключително непопулярни сред обществеността в Гърция, предизвиквайки демонстрации и граждански вълнения.
Във финансовите среди се разпространяват опасения, че гръцкият фалит ще има глобални последици, застрашавайки икономиките на много други страни в Европейския съюз, дори застрашавайки стабилността на еврото и евентуално потапяйки света в нова рецесия. Спекулира се, че кризата може да принуди Гърция да се откаже от еврото и да се върне към драхмата. Противно на очакванията през април 2014 г. Гърция се завръща на световния капиталов пазар, като успешно пласира петгодишни държавни облигации на стойност 3 милиарда евро при доходност от 4,95%. МВФ предвижда след пет години на спад през 2014 г. Гърция да има ръст на реалния БВП от 0,6%, а той реално достига 0,8%.

### Коалиционно правителство
След парламентарните избори през май 2012 г., при които партията Нова демокрация става най-голямата партия в гръцкия парламент, Самарас, лидер на НД, е помолен от гръцкия президент Каролос Папуляс да състави правителство. Въпреки това, след ден на тежки преговори с другите партии в парламента, Самарас официално се отказва от мандата. Задачата е предадена на Алексис Ципрас, лидер на СИРИЗА (втората по големина партия), който също не успява да състави правителство. След като ПАСОК също не успява да договори съставяне на правителство, спешните преговори с президента приключват със свикване на нови избори, като Панайотис Пикраменос е назначен за министър-председател в служебно правителство.
Гласоподавателите отново гласуват на избори през юни 2012 г. Нова демокрация излиза начело с по-силна позиция със 129 места в сравнение със 108 на изборите през май. На 20 юни 2012 г. Самарас успешно сформира коалиция с ПАСОК (сега водена от бившия финансов министър Евангелос Венизелос) и Демократичната левица ДИМАР. Новото правителство има мнозинство от 58, като СИРИЗА, Независими гърци (ANEL), Златна зора (XA) и Комунистическата партия (KKE) формират опозицията. ПАСОК и ДИМАР поемат ограничена роля в кабинета на Самарас, като са представени от партийни служители и независими технократи вместо от депутати.

### Победа на СИРИЗА
След мерките за строги икономии, приети от правителството на Самарас, гърците гласуваг за лявата СИРИЗА, която се противопоставя на строгите икономии, на парламентарните избори през януари 2015 г. Самарас приема поражението и заявява, че неговата партия е направила много за възстановяване на финансите на страната.
Правителството на СИРИЗА загубва мнозинството си през август 2015 г., когато някои от неговите депутати оттеглят подкрепата си. СИРИЗА печели изборите през септември, но не успява да получи пълно мнозинство. По-късно тя формира коалиция с Независими гърци, дясна партия.
Партията претърпява тежки поражения на изборите за Европейски парламент през 2019 г., а премиерът и лидер на СИРИЗА Алексис Ципрас подава оставка.

## Нова демокрация отново на власт (2019 –)
В предсрочните избори на 7 юли 2019 г. НД печели убедителна изборна победа и Кириакос Мицотакис полага клетва като нов министър-председател на Гърция. Той формира дясноцентристко правителство.
През март 2020 г. парламентът на Гърция избира безпартиен кандидат, Катерина Сакеларопулу, за първата жена президент на Гърция.
През юни 2023 г. консервативната НД печели парламентарните избори, което означава нов четиригодишен мандат за Кириакос Мицотакис като министър-председател.